# Aipysurus eydouxii
Aipysurus eydouxii är en ormart som beskrevs av Gray 1849. Aipysurus eydouxii ingår i släktet Aipysurus och familjen giftsnokar och underfamiljen havsormar. IUCN kategoriserar arten globalt som livskraftig. Inga underarter finns listade i Catalogue of Life.
Arten förekommer i havet och vid kusterna i Sydostasien och fram till Nya Guinea. Honor lägger inga ägg utan föder levande ungar.